# 이문세
이문세(李文世, 1959년 2월 24일~)는 대한민국의 대중음악인이다.

## 생애 및 경력
1959년 2월 24일(1959년 음력 1월 17일)에, 서울특별시에서 태어나, 1978년 CBS 《세븐틴》의 DJ를 맡으며 라디오 DJ로 먼저 데뷔하였고 연세대 공대에 지원했으나  낙방 후 명지대 전자공학과에 입학했다. 1981년 MBC TV 프로그램 《영 일레븐》의 MC로도 진출하였다. 데뷔 초에도 타고난 입담과 함께 1970년대 한국 음악의 근간이었던 통기타 포크 팝 발라드 음악 분야에서 1980년대 정통 팝 발라드 음악계로 넘어오자, 1983년 발라드 가수로 정식 음악 활동을 시작하면서 가수 활동에도 첫발을 내디뎠다.
1983년 《나는 행복한 사람》과 1984년에 2집 《파랑새》를 발표하였으나 직후에는 이렇다 할 주목을 받지는 못했다. 그의 가수로서 성공은 1985년 당시 은인과도 같은 작곡가 이영훈을 만나게 되면서 꽃피운다. 3집 `난 아직 모르잖아요`라는 곡이 폭발적인 인기를 끌었고, 그 해 방송 순위 1위에 오르며 인기 가수 대열에 오른다. 이때부터 이문세-이영훈 둘의 콤비 체제는 1980년대의 가요계에 팝 발라드 음악을 널리 알렸다.
1987년에 발표한 4집 수록곡 중 대다수가 대중에게 널리 알려지면서 높은 판매고를 올렸고, 팝 발라드 음악 가수로서 인기를 확고히 했다. 1993년부터 개인사정으로 그 때까지 자신의 음악 동반자였던 이영훈과 결별하고, 그때부터 자신만의 독자적인 음악세계를 만들고자 발판을 다졌으나 그 변신은 별다른 주목을 받지는 못한다. 1996년에 발표한 《조조할인》을 통해 본격 음악적 이미지 변신을 시도했다. 1998년에는 이문세 자신이 가사를 직접 작사하고, 가수 겸 작곡가 조규만이 작곡하면서 받은 노래인 타이틀곡 《솔로 예찬》을 발표했다.
특히 청소년을 주청취자로 하는 라디오 프로그램 《별이 빛나는 밤에》 진행자로 수년간 활약하며, 1990년대 초반에는 '밤의 교육부(문교부) 장관'으로 불리기도 하였다.
2001년에는 작곡가 이영훈과 8년 만에 재회하여 이영훈이 작사 및 작곡한 《기억이란 사랑보다》라는 노래를 받아 발표하였다.

## 인간 관계
이문세는 은인이나 다름없는 이영훈이 대장암으로 입원 당시 본인의 이미지 개선을 위해 이영훈에게 사전에 통보도 없이 병실로 기자(‘간장종지 사건’으로 유명한)와 카메라를 대동해 다음 날 시문1면에 기사를 싣고 이영훈에게 잠수를 탄다. 이후 이문세가 배신했던 전 매니저 오씨의 증언에서 이영훈의 장례식에 조의금으로 20만 원을 내려고 했으나, 이영훈과 단순히 아는 사이거나,인연이 짧은 윤도현, 김장훈조차도 100만 원, 200만 원을 조의한 것을 알고 근처 ATM에서 100만 원을 뽑아오라 시켰다고 했다. 다음해 소지섭이 친구 박용하를 위해 장례금을 전부 낸 것과 대조된다. 그러나 이후 위의 해당되는 모든 내용은 근거 없는 루머라는 내용이 밝혀졌다. 이문세 또한, 직접 2019년 쇼케이스 인터뷰에서 그러한 작곡가 이영훈과의 불화설은 전부 사실이 아니라는 점을 강조했다.(https://www.youtube.com/watch?v=EHrp2Ay7PDo)
이수만, 유열과 셋이서 당대 발라드를 주름잡은 이른바 '마삼 트리오'로 유명했는데 셋 다 인상이 말(馬)상이었기 때문이었다. 이를 계기로 셋은 친분이 생겼고 그 때로부터 현재까지 주기적으로 모임을 가진다.

## 학력
- 서울청덕초등학교 졸업
- 경신중학교 졸업
- 광성고등학교 졸업
- 명지대학교 공과대학 전자공학과 학사[4]
- 명지대학교 대학원 정보산업처리학과 공학 석사 수료[5]

## 대표곡
- 광화문 연가
- 난 아직 모르잖아요
- 소녀
- 이별이야기
- 그대와 영원히
- 옛사랑
- 빗속에서
- 시를 위한 詩
- 솔로예찬
- 조조할인
- 붉은 노을
- 가로수 그늘 아래 서면
- 이 세상 살아가다 보면
- 안개꽃 추억으로
- 사랑이 지나가면
- 깊은 밤을 날아서
- 그녀의 웃음소리뿐
- 가을이 오면

## 음반
- 2018년 제16집 《비트윈 어스(Between Us)》<나의 하루><희미해서><멀리 걸어가>
- 《겨울특집 This Christmas》 (featuring 한해)
- 2015년 제15집 《봄바람》
- 2014년 KBS 주말드라마 '참 좋은시절' OST 《슬픔도 지나고 나면》 《참 좋은 시절》
- 2010년 MBC 주말특별기획 드라마 '욕망의 불꽃' OST 《사랑은 늘 도망가》
- 2008년 싱글 《이 겨울이 지나간다》
- 2006년 MBC 주말특별기획 드라마 '발칙한 여자들' OST 《알 수 없는 인생》 《모르나요》
- 2002년 제14집 《빨간내복》 《Song From The Snow》 《내사랑,심수봉》
- 2001년 제13집 《내가 멀리 있는건》 《기억이란 사랑보다》
- 1999년 제12집 《애수》 《슬픈 사랑의 노래》
- 1998년 제11집 《내 마음속의 너를》《솔로 예찬》
- 1996년 제10집 《조조할인》《난 괜찮아》 《겨울의 미소》
- 1995년 제9집 《후회》 《나의 사랑이란것은》
- 1993년 제8집 《오래된 사진처럼》 《종원에게》
- 2019년 JTBC 금토드라마 '눈이부시게' OST 《옛사랑》 《가을이 가도》
- 1989년 제6집 《그게 나였어》 《이 세상 살아가다 보면》
- 1988년 제5집 《시를 위한 시》《광화문 연가》 《가로수 그늘 아래 서면》 《붉은 노을》
- 1988년 《새벽 별》 《사랑의 꽃》
- 1987년 제4집 《사랑이 지나가면》《가을이 오면》《깊은 밤을 날아서》《그녀의 웃음소리뿐》
- 1986년 이문세의 넋두리 《가는 사람 갈지라도》 《평범한 이야기》
- 1985년 제3집 《할말은 하지 못했죠》《난 아직 모르잖아요》《빗속에서》《휘파람》《소녀》《그대와 영원히》
- 1984년 제2집 《신비한 세계》
- 1983년 제1집 《나는 행복한 사람》《오마니》《파랑새》《운수 좋은 날》
- 1982년 《떠돌이 인생도 하늘은 있다》 《평범한 이야기》
- 1980년 가수 '김기록'의 앨범에 《가는 사람 갈지라도》 《바보스럽게》 《가까운 우리는》 수록

## 영화 출연작
- 2005년 《파랑주의보》 - 별밤지기 역

## 방송 활동 이력

### TV
- 2016년 SBS 《판타스틱 듀오》 출연
- 2016년 tvN 10주년 시상식
- 2015년 tvN 《응답하라 1988》 - 비하인드 스토리 내레이션, 별밤지기 역(목소리 출연)
- 2015년 JTBC 《JTBC 뉴스룸》 2부 초대석
- 2015년 JTBC 《냉장고를 부탁해》 - 박정현과 공동 출연
- 2015년 SBS 《잘 먹고 잘 사는 법 식사하셨어요?》 - 49, 50회 출연
- 2015년 MBC 《MBC 다큐스페셜 지구를 사랑한 남자 209일간의 항해기》 - 내레이션
- 2013년 KBS 2TV 《해피선데이 1박 2일》 - 춘천 낭만 여행
- 2013년 JTBC《히든싱어》
- 2011년 KBS 《김승우의 승승장구》
- 2010년 SBS 《사랑해요 코리아》
- 2009년 SBS 《이문세의 브랜드코리아》
- 2008년 MBC 《무릎팍도사》
- 2005년 MBC 《이문세의 오아시스》
- 2003년 SBS 《이문세 정지영의 사이언스 파크》
- 1999년 MBC 《수요예술무대》
- 1999년 MBC 《99 MBC 대학가요제》
- 1999년 SBS 《스타쇼》 - 이문세의 스타덤
- 1999년 MBC 《99 폭소가요제》
- 1998년 MBC 《98 MBC 가요제전》
- 1998년 KBS 1TV 《열린음악회》
- 1998년 MBC 《쇼 토요특급》 - 스타의 단골집
- 1998년 MBC 《임백천 이경규의 좋은 밤입니다》
- 1998년 MBC 《김국진의 스타다큐》
- 1998년 MBC 《청춘시트콤 남자셋 여자셋》
- 1998년 KBS 2TV 《이소라의 프로포즈》
- 1998년 SBS 《이승연의 세이세이세이》
- 1998년 MBC 《98 MBC 만나면 좋은친구》
- 1997년 MBC 《97 MBC 창작가요제》
- 1997년 SBS 《이문세의 라이브》
- 1997년 MBC 《제15회 MBC 창작동요제》
- 1997년 MBC 《쇼 토요특급》
- 1997년 MBC 《97 폭소가요제》
- 1997년 KBS 2TV 《슈퍼선데이》 - 매직존슨 편
- 1996년 MBC 《96 한국 가요 대제전》
- 1996년 MBC 《인기가요 베스트 50》
- 1996년 MBC 《35살을 위한 음악회》
- 1996년 KBS 2TV 《가요톱10》
- 1996년 KBS 2TV 《토요일 전원출발》 - 스타쇼
- 1996년 KBS 2TV 《코미디 세상만사》- 이 밤의 끝을 잡고
- 1996년 MBC 《일요일 일요일 밤에》 - 400회 특집
- 1996년 KBS 《노영심이 여는 세상》
- 1996년 MBC 《96 MBC 대학가요제》 - 77학번에서 77년생까지
- 1996년 MBC 《특종 연예시티》
- 1995년 KBS 《KBS 빅쇼》
- 1995년 KBS 2TV 《이문세쇼》 - 크리스마스 특집
- 1995년 KBS 2TV 《이문세쇼》
- 1995년 MBC 《반세기 한국 가요제》
- 1995년 MBC 《토요일 토요일은 즐거워》 - 상반기 연예 총결산
- 1995년 MBC 《김한길과 사람들》
- 1995년 MBC 《제13회 MBC 창작동요제》
- 1995년 SBS 《95 훼민24》
- 1995년 MBC 《스타쇼》
- 1994년 MBC 《94 마약퇴치 콘서트 - 한번쯤도 안됩니다》
- 1994년 KBS 《한해지역을 도웁시다》
- 1994년 SBS 《스타 총출동 흉내내기 챔피언》
- 1994년 MBC 《청소년드라마 사춘기 - 겨울방학특집 제4탄 음악캠프》
- 1994년 KBS 《청소년 열린음악회》
- 1994년 MBC 《음악이 있는곳에》
- 1994년 MBC 《노래천국》
- 1994년 MBC 《제12회 MBC 창작동요제》
- 1994년 KBS 《신 심순애 내사랑》
- 1993년 MBC 《다시뛰는 작은 거인들》
- 1993년 MBC 《일요일 일요일 밤에》
- 1993년 MBC 《제14회 MBC 강변가요제》
- 1993년 MBC 《제11회 MBC 창작동요제》
- 1993년 MBC 《93 미스코리아 전야제》
- 1993년 KBS 《밤과 음악사이》
- 1992년 MBC 《여러분의 인기가요 - 100회특집 가요청백전》
- 1992년 MBC 《제13회 MBC 강변가요제》
- 1991년 KBS 2TV 《노영심의 작은음악회》
- 1991년 KBS 《젊음의 행진》 - 이문세 콘서트
- 1991년 MBC 《특별공연 - 잼콘서트》
- 1991년 MBC 《특별기획 어린이에게 새생명을》
- 1991년 MBC 《제9회 MBC 창작동요제》
- 1991년 MBC 《여러분의 인기가요》
- 1991년 MBC 《MBC 가요콘서트》
- 1990년 KBS 2TV 《연예가 중계》
- 1987년 MBC 《토요일 토요일은 즐거워》
- 1986년 MBC 《한강 젊음의 축제》
- 1986년 MBC 《제7회 MBC 강변가요제》
- 1986년 MBC 《내고향 큰잔치》 - 춘천 편
- 1986년 MBC 《노래하는 중계차》
- 1984년 MBC 《제5회 MBC 강변가요제》
- 1983년 MBC 《영11》
- 1981년 KBS 《달려라 중계차》

### 라디오
- 2024년 6월 3일 ~ 2025년 5월 23일 MBC 표준FM, 2025년 7월 7일 ~ 현재 MBC FM4U 《안녕하세요 이문세입니다》
- 2004년 ~ 2011년 MBC FM4U 《오늘아침 이문세입니다》
- 1997년 ~ 2000년 MBC FM 《2시의 데이트》
- 1985년 ~ 1996년 MBC 표준FM 《별이 빛나는 밤에》
- 1984년 MBC 표준FM 《가요데이트》
- 1978년 CBS AM 《세븐틴》

## 광고
- 2022년 밀레
- 2017년 매일유업 상하목장 케피어12
- 2015년 SK브로드밴드 B tv (내레이션)
- 2015년 라온건설 (내레이션)
- 2012년 삼성전자 시리즈5 울트라 (내레이션)
- 2011년 바이엘 아스피린 프로텍트
- 2010년 사랑의 열매 사회복지공동모금회
- 2009년 대신증권 빌리브
- 2008년 대한민국 보건복지부 노인장기요양보험
- 2008년 롯데칠성음료 레쓰비(내레이션)
- 2007년 한화생명보험 골드에이지플랜 (심형탁과 공동출연)
- 2007년 SK에너지 솔룩스
- 2005년 무학 화이트소주 (채연, 정준호, 이종원, 박광수와 공동 출연)
- 2005년 SK텔레콤 현대생활백서 (차범근, 최화정과 함께 내레이션 공동 출연)
- 2004년 LG전자 디지털LG 전문점
- 2003년 남양유업 이오하이
- 2003년 기탄교육 기탄수학
- 2003년 동보종합건설 동보 노블리티
- 2001년 BC카드 (김정은/장미희와 공동 출연)
- 2001년 빙그레 투게더클래스
- 2001년 유한킴벌리 크리넥스 Big & Roll
- 2001년 조광페인트
- 1999년 세정그룹 인디안모드
- 1997년 동아오츠카 데자와 로얄밀크티 (내레이션)
- 1996년 HP코리아 데스크젯
- 1996년 웅진식품 홍당무100
- 1995년 신세계톰보이 제이빔
- 1995년 OB맥주 넥스 (최재성과 공동 출연)
- 1994년 현대자동차 엑센트 마삼트리오편 (유열, 이수만과 공동 출연)
- 1990~1991년/2011년 서울우유 요델리,서울우유치즈,자연의 소리편,리이브,기업pr

## 수상
- 2024년 제15회 대한민국 대중문화예술상 옥관문화훈장
- 2015년 제6회 대한민국 대중문화예술상 대통령 표창
- 2008년 MBC 연기대상 라디오부문 최우수상
- 2007년 MBC 라디오본부 20주년 골든마우스상
- 2005년 SBS 가요대전 라이브공연상, 제12회 대한민국 연예예술상 라디오진행자상
- 2003년 제2회 스타선행대상
- 1996년 KBS 10대 가수상, MBC 라디오본부 10주년 브론즈마우스상
- 1995년 교육인적자원부 장관상
- 1994년 보건사회부 장관상
- 1993년 MBC 연기대상 TV부문 MC상
- 1993년 골든디스크상
- 1989년 MBC 10대 가수상
- 1988년 MBC 10대 가수상, 골든디스크상
- 1987년 골든디스크 대상, MBC 연기대상 라디오부문 최우수상
- 1986년 골든디스크상
- 1985년 MBC 연기대상 라디오부문 우수상

### 가요 프로그램 1위
| 연도            | 수상 내역 (총 10회) |
| --------------- | --- |
| 1986년 (총 5회) | - 난 아직 모르잖아요 (총 5회) - 6월 18일 KBS 《가요톱텐》 1위 - 6월 25일 KBS 《가요톱텐》 1위 - 7월 2일 KBS 《가요톱텐》 1위 - 7월 9일 KBS 《가요톱텐》 1위 - 7월 16일 KBS 《가요톱텐》 1위 - 7월 23일 KBS 《가요톱텐》 1위 (5주 연속) (골든컵) |
| 1996년 (총 5회) | - 조조할인 (총 5회) - 11월 13일 KBS 《가요톱텐》 1위 - 11월 20일 KBS 《가요톱텐》 1위 - 11월 23일 KMTV 《쇼 뮤직탱크》 1위 - 11월 23일 MBC 《인기가요베스트50》 1위 - 11월 27일 KBS 《가요톱텐》 1위 (3주 연속)                                 |

## 같이 보기
- 이영훈
- 유재하
- 조규만
- 유열
- 이수만
- 박상원
- 노영심
- 이소라
- 이적
- 유희열
- 해이
- 박경림
- 이수영